# 华盛顿·斯泰卡奈罗·塞凯拉
华盛顿·斯泰卡奈罗·塞凯拉（Washington Stecanelo Cerqueira1975年4月1日—）或简称华盛顿，生于巴西利亚，巴西职业足球运动员，司职前鋒。
1998-99赛季，在巴西的南卡希亚斯开始足球生涯，之后在巴西国际、格雷米奥、帕梅拉斯、巴拉纳、庞特普雷塔等五家巴西国内俱乐部先后效力过。2002年与土耳其豪门费内巴切签约两个赛季。
在土耳其联赛2002-2003赛季中，他在12场比赛中射入9球，但由于个人健康原因而于费内巴切解约，同年在中国大连实德俱乐部实训在和斯诺文尼亚国脚西历亚克的竞争中被淘汰。
华盛顿随后进行了冠状动脉导管插入手术，一年后康复重返绿茵场。医生告诉他以他的情况不可以在球场上再进行危险动作，他在帕梅拉斯成功复出，还成为了巴西锦标赛最佳射手，也正是这次康复到复出他得到了「勇敢的心」的昵称。
2005年他转会到日本J联赛球会东京日视1969，在赛季中他以33场比赛进22个球取得了个人在日本首个赛季的成功，可是这也无法帮助球队逃离降级的命运。2006年他加盟了浦和红宝石，帮助红宝石取得了球队历史上首座联赛冠军头衔，并且以惊人的26场比赛进26个进球的纪录荣登日本J联赛最佳射手。

## 荣誉

### 个人荣誉
- 巴西锦标赛最佳射手：2004
- 日本J联赛最佳射手：2006
- J联赛最佳阵容: 2006
- 世界冠軍球會盃神射手 2007

### 球队荣誉
- J联赛 冠军: 2006
- 亞洲聯賽冠軍盃冠軍 2007

## 主要国际赛场表现
| 球队 | 赛事         | 组别   | 出场 | 出场     | 进球 | 球队成绩 |
| 球队 | 赛事         | 组别   | 首发 | 替补出场 | 进球 | 球队成绩 |
| ---- | ------------ | ------ | ---- | -------- | ---- | -------- |
| 巴西 | 2001联合会杯 | 国家队 | 5    | 0        | 1    | 第四名   |